# Dietrich altenburgi várgróf
Dietrich altenburgi várgróf németül Dietrich von Altenburg (?, 13. század – Toruń, 1341. október) a Német Lovagrend 19. nagymestere 1335 és 1341 között. Luther braunschweigi herceget követte.

## Élete
A türingiai Altenburg várának ura volt. Lovagrendi tagként 1320-tól 1324-ig a Königsberg melletti Ragnit (ma Neman, Oroszország) komtura volt, 1326-tól 1331-ig a balgai kastélyé, ami ma szintén orosz fennhatóság alatt áll.

Rövidesen nagymarsalli rangot kapott és részt vett az 1331-es Kujávia ellen intézett hadjáratban. I. Ulászló lengyel király Płowce mellett vereséget mért rá.
Luther halála után őt választották rendi mesterré. Már Luther egy küldöttség élén Magyarországra készült, ahol a lengyel, magyar és cseh uralkodók tárgyalták egymással, s más államok is képviseltették magukat. Ezt a küldöttséget már Dietrich maga vezette és a magyar király jelenlétében aláírta a litvánokkal és a lengyelekkel a visegrádi békét, ami azonban nem volt tartós.
Dietrich uralkodása alatt épült a Máriavárban a Szűzanya tiszteletére egy templom, továbbá a Nogat partján ő emelte a Szent Anna kápolnát, ahová őt is eltemették, több más rendi fővel együtt.
| Előző uralkodó: Luther braunschweigi herceg | A Német Lovagrend nagymestere 1335 – 1341 | Következő uralkodó: Ludolf König von Wattzau |